# Seriação
No controle de concorrência de bancos de dados, processamento de transações (gerenciamento de transação) e em várias aplicações transacionais (por exemplo, memória transacional e memória transacional de software), centralizadas e distribuídas, um escalonamento de transação é serializável se o seu resultado (por exemplo, o estado resultante do banco de dados) é igual ao resultado das suas transações executadas serialmente, isto é, sequencialmente, sem se sobrepor no tempo. As operações são normalmente executadas simultaneamente (elas se sobrepõem), uma vez que esta é a maneira mais eficiente. Serialização é o principal critério de correção para execuções das transações simultâneas. É considerado o mais alto nível de isolamento entre as transações, e desempenha um papel essencial no controle de concorrência. Como tal, ela é compatível com todos os sistemas de banco de dados de uso geral. O bloqueio de duas fases fortemente rígido (Strong Strict Two-Phase Locking - SS2PL) é um mecanismo de seriação popular utilizado na maioria dos sistemas de banco de dados (em várias variantes) desde o seu começo da década de 1970.
A teoria da seriação fornece a estrutura formal para discutir e analisar seriação e suas técnicas.